# Torópets
Torópets (em russo:  Торо́пец) é uma cidade e o centro administrativo do distrito de Torópetski no Oblast de Tver, na Rússia. Ela está localizada junto ao ponto em que o rio Toropa desagua no lago Solomennoie. Em 2010, sua população era 13.015.

## História
Principado de Smolensk 1074–1167

Principado de Torópets 1167– c. 1362

 Grão-Ducado da Lituânia c. 1362–1386

 República das Duas Nações 1386–1503

 Grão-Ducado de Moscou 1503–1547

 Czarado da Rússia 1547–1721

 Império Russo 1721–1917

 República Russa 1917

 URSS 1917–1922

 URSS 1922–1991

 Rússia 1991–presente

 Em 1074, quando a cidade foi mencionada pela primeira vez em crônicas, Torópets pertencia aos príncipes de Smolensk. Em 1167, ela era grande o suficiente para ter seus próprios príncipes. O mais famoso de seus governantes foi Mstislav o Ousado, cujo neto Alexandre Nevski casou com Alexandra de Polatsk em Torópets, em 1239.
Em meados do século XIV a cidade passou para o Grão-Ducado da Lituânia, que teve que entregá-la a Ivan III, o Terrível, após a batalha de Vedrosha, em 1503. No início do século XVII, Torópets foi saqueada pelo exército polonês. Já parte do Czarado da Rússia, no curso da reforma administrativa realizada em 1708 por Pedro, o Grande, Torópets foi incluída na Província de Ingermanland (conhecida desde 1710 como a Província de São Petersburgo). Em 1727, a província de Novgorod foi separada, e Torópets foi incluída na província de Velikie Luki. Em 1772, como resultado da Primeira Partição da Polônia, a Voivodia da Livônia e o leste da Bielorrússia foram transferidos para a Rússia. A fim de acomodar estas áreas, foi criado o Governorado de Pskov, e Velikie foi transferido para ele. O governorado de Pskov provou ser grande demais para ser administrada adequadamente e, em 1776, um decreto da imperatriz Catarina, a Grande dividiu-o nos governorados de Pskov e Polotsk. Pskov foi feito o centro administrativo do Governorado de Pskov, e Torópets permaneceu parte dele. Em 1777, o Governorado de Pskov foi transformado em Vice-Reinado de Pskov, que era administrado desde Novgorod por Jacob Sievers. Em 1796, o vice-reinado foi abolido e, em 31 de dezembro de 1796 o imperador Paulo I promulgou um decreto restabelecendo o governorado de Pskov. Torópets era o centro do Uiezd Torópetski do Governorado de Pskov.
O governo soviético estabeleceu-se em Torópets em 30 de outubro (12 de novembro no antigo calendário) de 1917. Em 1 de agosto de 1927, o governorado de Pskov foi abolido e o Oblast de Leningrado foi estabelecido. O Uiezd Torópetski foi abolido também, e o distrito de Torópetski, com o centro administrativo em Torópets, foi estabelecido. Nessa época, a cidade foi feita parte do Okrug Velikiye Luki do Oblast de Leningrado. Em 17 de junho de 1929, o distrito foi transferido para o Oblast Ocidental. Em 1 de agosto de 1930, os okrugs foram abolidos e os distritos foram subordinados diretamente ao oblast. Em 29 de janeiro de 1935 foi estabelecido o Oblast de Kalinin e o distrito Torópetski foi transferido para ele. A cidade foi ocupada pela Wehrmacht durante a Segunda Guerra Mundial, entre 29 de agosto de 1941 e 21 de janeiro de 1942, quando foi retomada durante a Ofensiva de Torópets-Kholm. Em 22 de agosto de 1944, o distrito foi transferido para o recém-estabelecido Oblast Velikie Luki. Em 2 de outubro de 1957, esse oblast foi abolido e o distrito Torópetski foi transferido de volta para Oblast de Kalinin. Em 1990, o Oblast de Kalinin foi renomeado Oblast de Tver.

## Estatutos administrativo e municipal
No âmbito das divisões administrativas russas, Torópets serve como o capital do distrito de Torópetski. Como uma divisão administrativa, ela é parte do distrito Torópetsky como o estabelecimento urbano de Torópets. Como uma divisão municipal, esta unidade administrativa também tem status de assentamento urbano e faz parte do Distrito Municipal Torópetski.

## Economia
A economia de Torópetsk inclui empresas dos segmentos químico, metalúrgico, têxtil e alimentício.

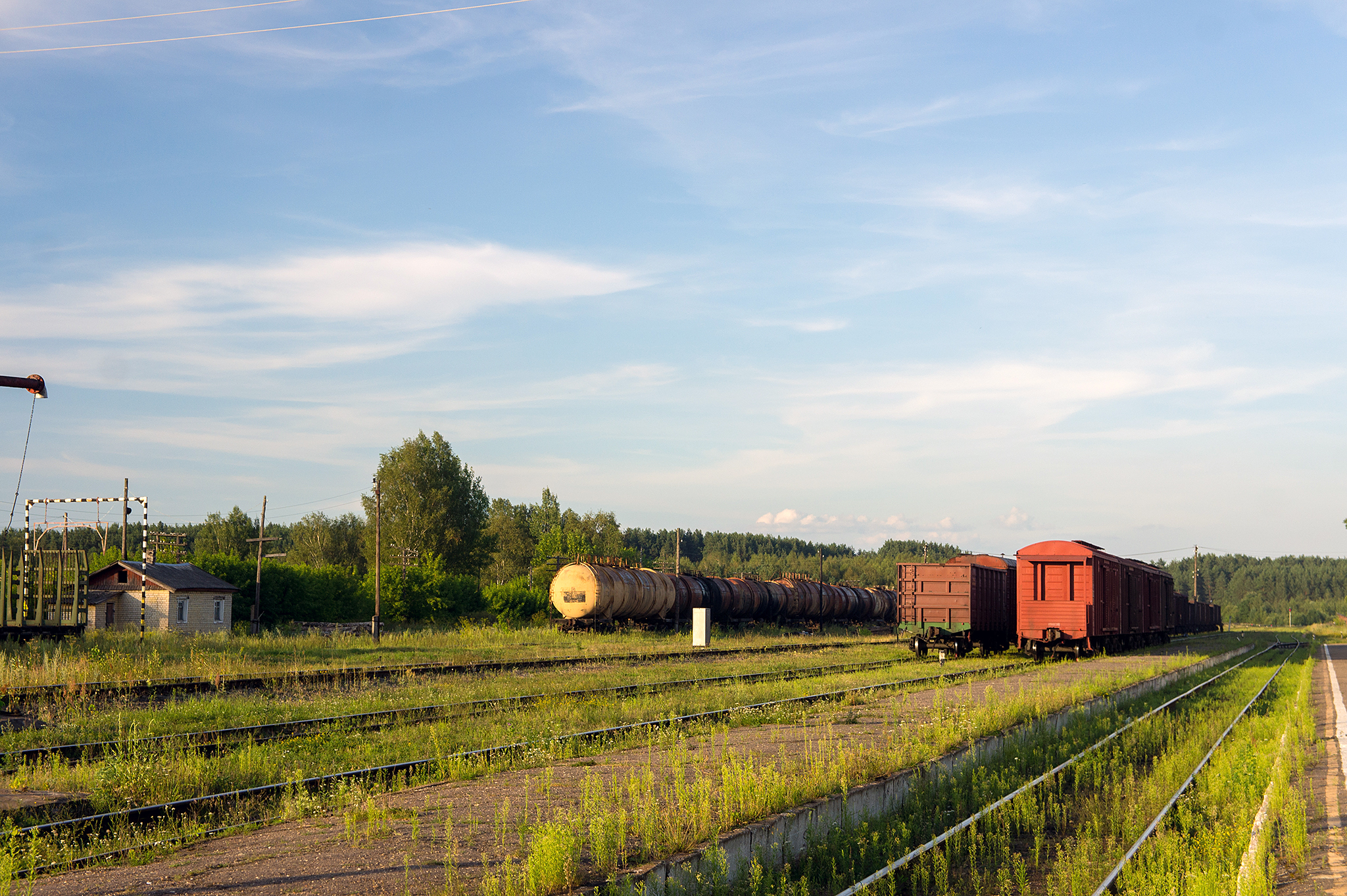
Estação ferroviária de Torópets

A ferrovia que liga Bologoie a Velikie Luki passa por Torópets. O tráfego de passageiros é pouco frequente.
A rodovia M9, que liga Moscou a Riga, também atravessa a parte sul do distrito e Torópetski. Torópets tem acesso a ela por meio de uma estrada pavimentada. A mesma estrada continua para o norte, até Kholm e depois a Staraia Russa.

## Cultura e recreação

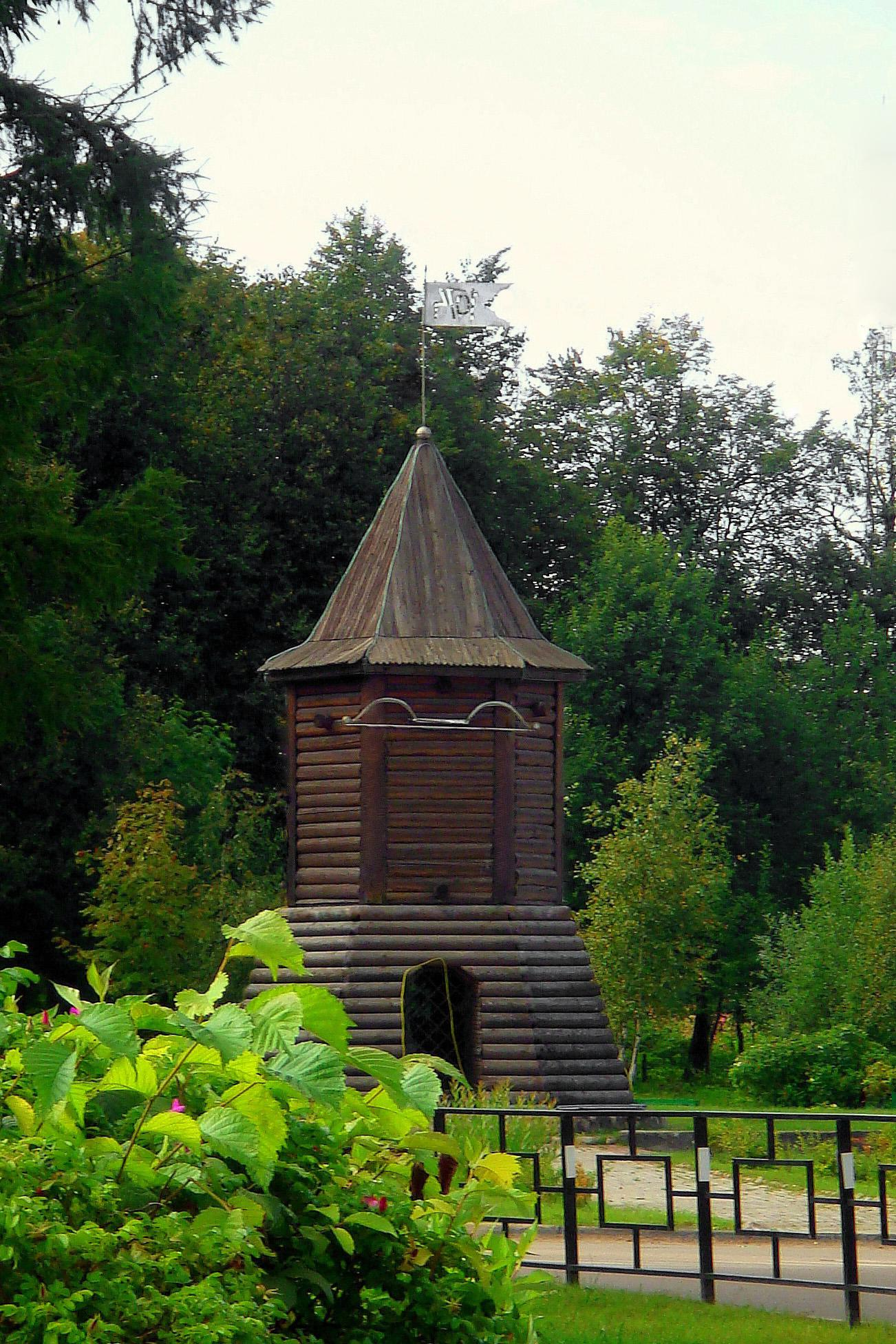
A torre de vigia é um símbolo de Torópets

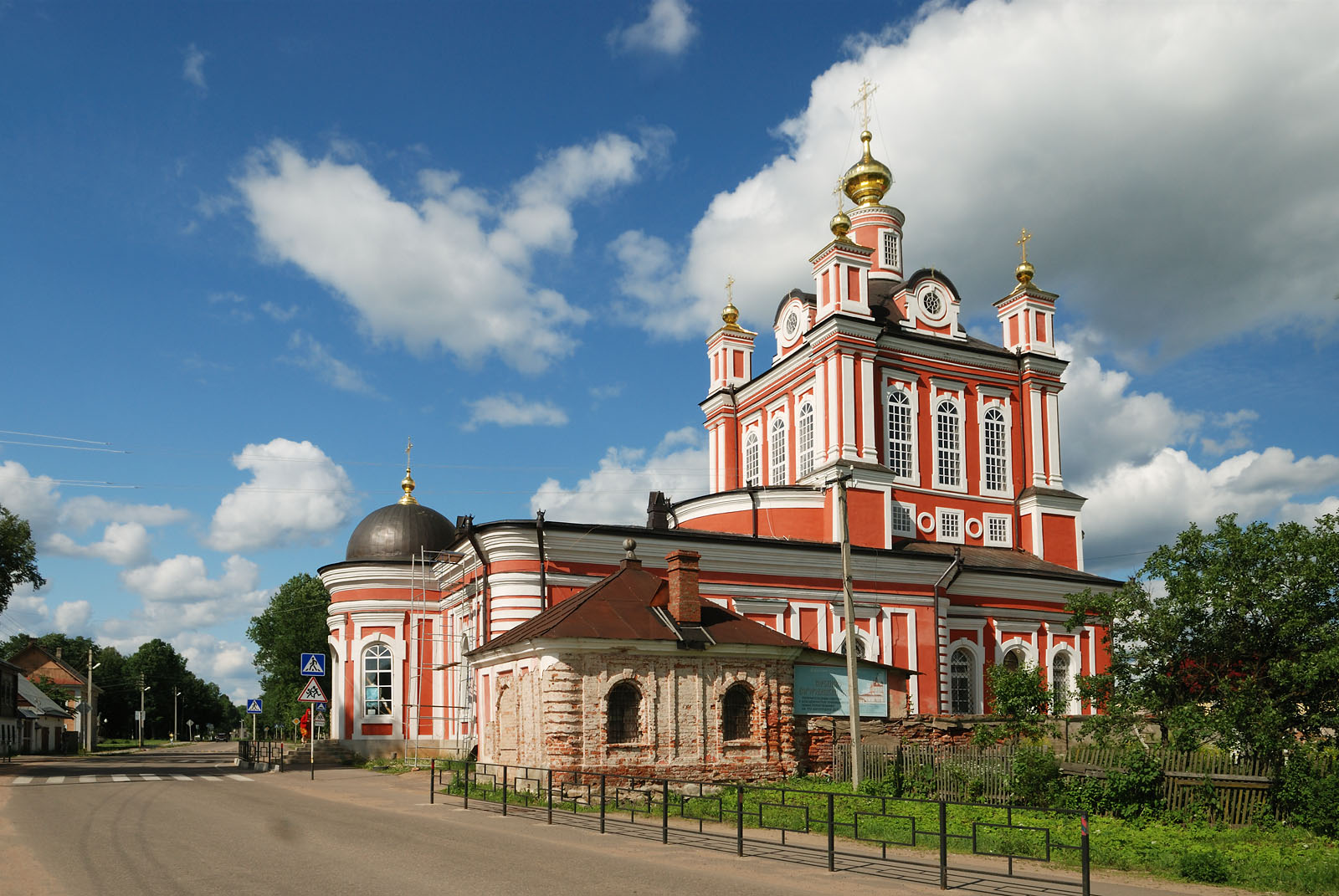
Igreja dos Theotokos de Korsun, construída entre 1795 e 1804

Torópets abriga 66 monumentos do património cultural de importância federal e, adicionalmente, 30 objetos classificados como património cultural e histórico de importância local. Os monumentos federais incluem muitos edifícios no centro histórico de Torópets. As igrejas de tijolo mais antigas da cidade são dedicadas a São  Nicolau (1666–1669), à Nossa Senhora de Cazã (1698–1765) e a João Batista (1704).
Há uma série de museus em Torópets, que incluem o Museu Distrital de Torópets, o Museu da História da Fotografia, a casa-museu do Patriarca Tikhon.

## Pessoas notáveis
A cidade é onde o patriarca Tikhon de Moscou passou sua infância (entre 1869 e 1878) e freqüentou a escola em Torópets.